# Ectopria vermiculata
Ectopria vermiculata là một loài bọ cánh cứng trong họ Psephenidae. Loài này được Champion mô tả khoa học đầu tiên năm 1897.